# Laissez-nous rire
Pour plus de détails, voir Fiche technique et Distribution.
Laissez-nous rire (Leave ’em Laughing) est un film muet américain réalisé par Clyde Bruckman sorti en 1928.

## Synopsis
Hardy conduit Laurel chez le dentiste pour une extraction de dent. Mais le praticien se trompe et fait respirer à son client des gaz hilarants. Après avoir semé la panique dans le cabinet dentaire, Laurel, suivi de son comparse, se retrouve dans la rue et provoque une véritable hystérie de rires dans la foule…

## Fiche technique
- Titre original : Leave ’em Laughing
- Titre : Laissez-nous rire
- Réalisation : Clyde Bruckman
- Scénario : Hal Roach (histoire) et Reed Heustis (intertitres)
- Photographie : George Stevens
- Montage : Richard C. Currier
- Société de production : Hal Roach Studios
- Société de distribution : Metro-Goldwyn-Mayer
- Pays de production :  États-Unis
- Langue : intertitres en anglais
- Format : Noir et blanc - 35 mm - 1,37:1  -  Muet
- Genre : comédie burlesque
- Longueur : deux bobines
- Durée : 21 minutes
- Date de sortie : 
  - États-Unis : 28 janvier 1928

## Distribution
Source principale de la distribution :
- Stan Laurel : Stan
- Oliver Hardy : Ollie
- Charlie Hall : le propriétaire
- Edgar Kennedy : le policier

Reste de la distribution non créditée :
- Otto Fries : le dentiste imposant
- Dorothy Coburn : une infirmière du dentiste
- Viola Richard (en) : une infirmière du dentiste
- Edgar Dearing (en) : un patient
- Sam Lufkin : un patient
- Tiny Sandford : un patient
- Jack Hill : l'automobiliste en colère